# Wieland-Ecke im Schlosspark Tiefurt

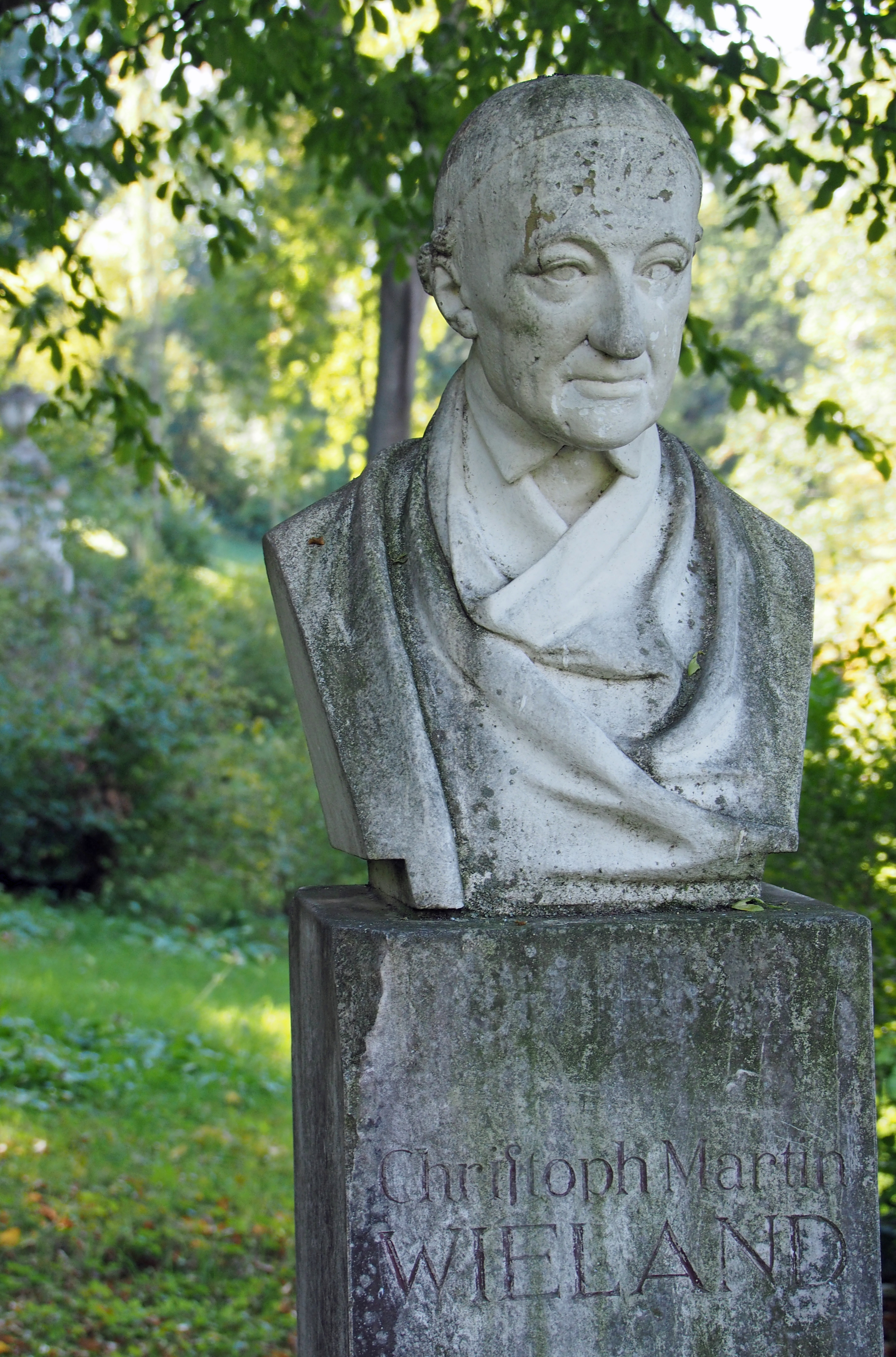
Wieland-Büste von Schadow im Schlosspark zu Tiefurt

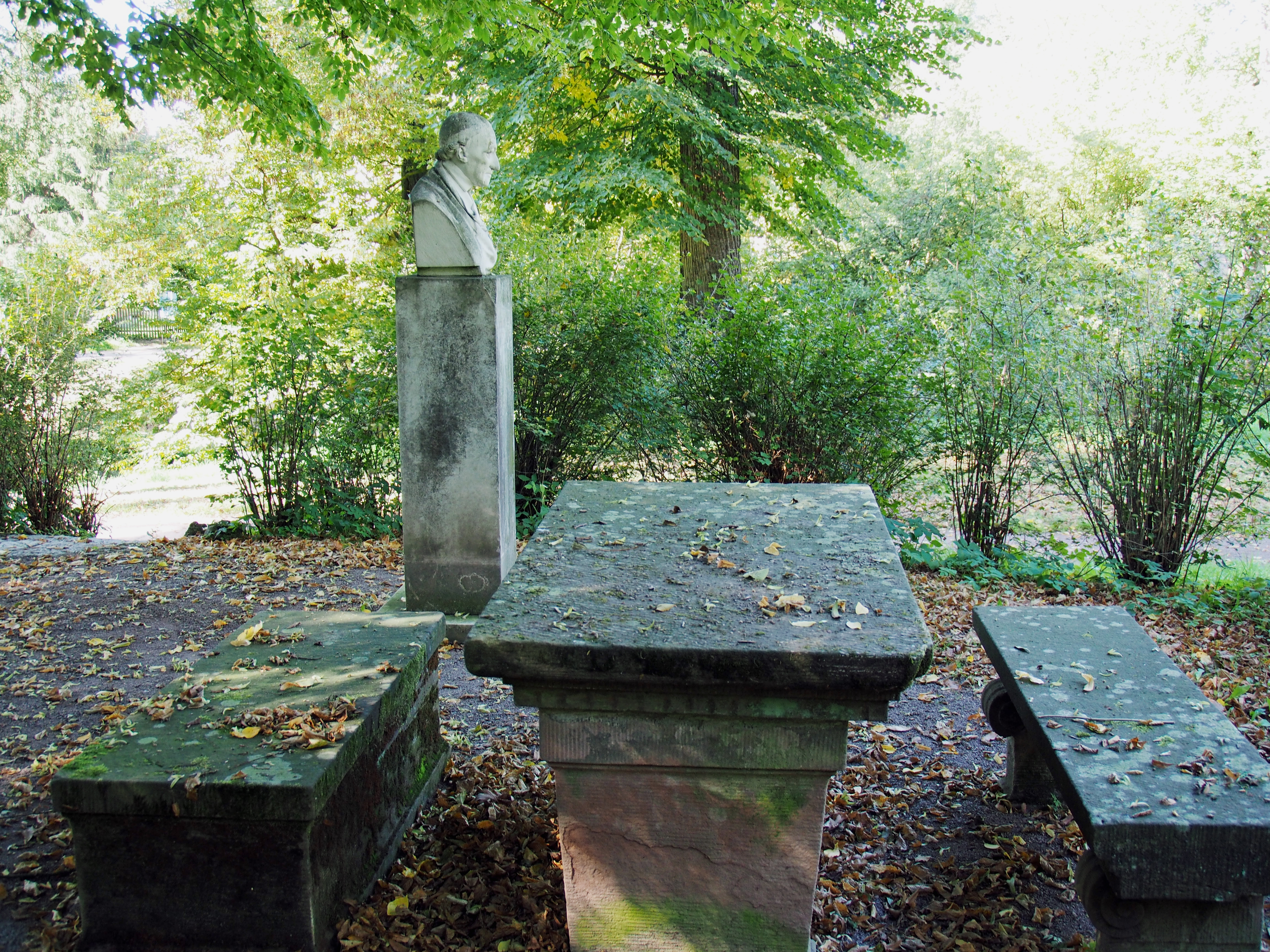

Die Wieland-Ecke im Schlosspark Tiefurt soll der Lieblingsplatz des Dichters Christoph Martin Wieland gewesen sein. Sie befindet sich im Schlosspark Tiefurt an der Ilm unter dem Schatten von Buchen.
Die vormaligen Büsten für Johann Gottfried Herder, Goethe, auch die für Wieland, waren aus Holz und wurden im Auftrag von Anna Amalia am Lohholz aufgestellt. Diese hatte der Hofbildhauer Martin Gottlieb Klauer geschaffen. Die sich heute dort befindliche Büste schuf 1802 Johann Gottfried Schadow nach einer 1802 gefertigten Lebendmaske zunächst in Gips, später in Stein. Anna Amalia selbst hatte sie an diese Stelle setzen lassen. An der Stelle befindet sich eine Kopie aus gelben Seebergsandstein. Der Sockel ist aus weißlichem geschliffenen Kalkstein, während die Sitzbänke und der Tisch aus Tonndorfer Sandstein gefertigt sind. Die neuerliche Abformung führte zu einer dauerhaften Entfremdung zwischen Schadow und Goethe, da dieser den Auftrag zu einer Wieland-Büste Schadows Schüler Friedrich Tieck für Carl August vergeben hatte und Schadow sie ohne Auftrag fertigte, womit er alle Parteien übergangen hatte. Eine Ausführung in Marmor erhielt erst 1805 der englische Wieland-Verehrer Lionel Colman in London im eigenen Auftrag. Auf der Rückseite des Sockels der Wieland-Büste in Tiefurt steht ein Goethescher Vers, der 1971/1972 nach der Ausgabe letzter Hand dort angebracht wurde. Eine Kopie der Schadowschen Wielandbüste befindet sich im Treppenaufgang vom Wielandgut (Oßmannstedt). Diese dort von 1805 wird wiederum Ludwig Klauer zugeschrieben.
Die Wielandbüste ist die einzige der Büsten im Schlosspark Tiefurt, die erhalten geblieben ist. Die vormaligen Büsten, auch die für Wieland, waren aus Holz und wurden von Martin Gottlieb Klauer geschaffen.